# Hylaeus absolutus
Hylaeus absolutus là một loài Hymenoptera trong họ Colletidae. Loài này được Gribodo mô tả khoa học năm 1894.